# Џон Драмани Махама
Џон Драмани Махама (енгл. John Dramani Mahama; Дамонго, 29. новембар 1958) гански је политичар, историчар, писац и 4. председник Четврте ганске републике од 2012. године. до 2017. године. Изабран је по други пут за председника 7. јануара 2025. године.

## Биографија
Рођен је као припадник етничке групе Гонџа. Његов отац био је имућан узгајач пиринча и учитељ, те посланик из покрајине Западна Гонџа у ганском парламенту и први комисионер Северне регије током Прве републике председника Кваме Нкрума.
Након завршетка основног и средњег образовања, Махама је уписао историју на Ганском универзитету и дипломирао 1981, а магистрирао је комуникационе студије 1986. године. Такође је студирао на Институту за социјалне науке у Москви, где се специјализовао на пољу психологије и стекао докторат 1988. године.

### Политичка каријера
По завршетку школовања, неколико година је предавао историју у једној средњој школи у Гани, а од 1991. године до 1995. године био је запослен као службеник у јапанској амбасади у Акри. Јапанска радна етика увелико је утицала на његову каснију политичку каријеру. Након тога је био активан у неколико невладиних организација у борби против глади.
Први пут је изабран у парламент 1996. године на четворогодишњи мандат, а у априлу 1997. године постављен је за заменика министра за комуникације. Од новембра 1998. године до јануара 2001. године био је министар за комуникације, када је владајући Национални демократски конгрес предао власт влади Нове патриотске партије. Године 2000. Махама је изабран на још један четверогодишњи мандат у парламенту, а 2004. године и по трећи пут. Тада је био члан више афричких међународних организација.
Дана 7. јануара 2009. године Махама је био постављен за потпредседника Гане. У складу с ганским уставом, након смрти дотадашњег председника Џона Ата Милса, Џон Драмани Махама постао је нови председник 24. јула 2012. године. На парламентарним изборима одржанима децембра 2012. године освојио је 50,70% гласова. Заклетву на први четворогодишњи термин положио је 7. јануара 2013. године.

## Приватни живот
Ожењен је и има седморо деце. Хришћанске је вероисповести. Аутор је неколико књига.